# Cyphostemma cabui
Cyphostemma cabui är en vinväxtart som först beskrevs av Jeanine Dewit, och fick sitt nu gällande namn av Descoings. Cyphostemma cabui ingår i släktet Cyphostemma och familjen vinväxter. Inga underarter finns listade i Catalogue of Life.